# Deronectes nilssoni
Deronectes nilssoni är en skalbaggsart som beskrevs av Hans Fery och Wewalka 1992. Deronectes nilssoni ingår i släktet Deronectes och familjen dykare. Inga underarter finns listade i Catalogue of Life.